# Puberende bejaarden
Puberende bejaarden is een internetserie van het Nederlandse YouTube-kanaal StukTV. In het programma zijn de drie presentatoren Giel de Winter, Thomas van der Vlugt en Stefan Jurriens door grimeurs opgemaakt als bejaarden. Zij reizen door Nederland om hun 'bucketlist' af te ronden. De wensen op die lijst worden steeds ingrijpender naarmate de serie vordert.
De afleveringen zorgden diverse keren voor media-aandacht. In de aflevering 'Chaos in de Efteling' kwamen de drie mannen voor het lagere 60-plus tarief binnen en misdroegen ze zich door onder andere vuil op de grond te gooien. In het Jeugdjournaal was een item verwerkt over de 'oudste menselijke piramide van de wereld', hetgeen achteraf een van de grappen van het programma bleek te zijn.
In seizoen 2 zetten ze een overval op een waardetransport in scène. Op last van de politie mochten deze beelden niet worden uitgezonden.

## Seizoen 1 (2019)
In seizoen 1 zijn Opa Gijs Klompeboer (Giel), Opa Koos Haan (Thomas) en Opa Frans van der Werff (Stefan) te zien.
| Nr. | Uitzenddatum     | Naam                    | Weergaven   |
| --- | ---------------- | ----------------------- | ----------- |
| 1   | 6 juli 2019      | Chaos in de Efteling    | 2,1 miljoen |
| 2   | 13 juli 2019     | Vrouwen Versieren       | 1,3 miljoen |
| 3   | 20 juli 2019     | Trouwen met Jonge Chick | 1,5 miljoen |
| 4   | 27 juli 2019     | TV Uitzending Verstoren | 1,4 miljoen |
| 5   | 3 augustus 2019  | Poolparty in Fontein    | 1,4 miljoen |
| 6   | 10 augustus 2019 | BN'ers Pranken          | 1,2 miljoen |
| 7   | 17 augustus 2019 | Scootmobiel Race        | 0,9 miljoen |
| 8   | 24 augustus 2019 | Ouders Pesten           | 1,7 miljoen |

## Seizoen 2 (2022)
In seizoen 2 zijn opa Arie (Giel), opa Jaap (Thomas) en opa Karel (Stefan) te zien.
| Nr. | Uitzenddatum    | Naam                         | Weergaven   |
| --- | --------------- | ---------------------------- | ----------- |
| 1   | 25 juni 2022    | Politie verstoort begrafenis | 0,8 miljoen |
| 2   | 2 juli 2022     | De regels overtreden         | 0,8 miljoen |
| 3   | 9 juli 2022     | Pikante fotoshoot            | 0,7 miljoen |
| 4   | 16 juli 2022    | Bedelende bejaarden          | 0,4 miljoen |
| 5   | 23 juli 2022    | Chaos in bejaardentehuis     | 0,4 miljoen |
| 6   | 30 juli 2022    | Festival crashen             | 0,3 miljoen |
| 7   | 6 augustus 2022 | Behind the scenes            | 0,2 miljoen |